# Светла Петрова
Светла Петрова е български журналист, телевизионен и радио водещ. С професионален опит в БНР, вестник „Демокрация“, Дарик радио, БНТ и bTV. Съпруга на народния представител в XXXIX и XL Народно събрание Станимир Илчев, бивш евродепутат, член на НДСВ.

## Биография
Светла Петрова е родена на 20 ноември 1956 г. в София. Завършва специалността Радиожурналистика в СУ „Св. Климент Охридски“. През 1988 – 1995 г. работи като водеща на сутрешния блок на програма „Хоризонт“ към Българското национално радио. Напуска радиото през пролетта на 1995 година след бунта на журналистите от „Хоризонт“ срещу цензурата и уволнението на седмина от тях. След това работи като завеждащ отдел „Вътрешна политика“ на вестник „Демокрация“, водеща на предаванията „Денят“ и „Седмицата“ по Дарик радио и предаването „Екип 4“ по БНТ. През 1997 – 1998 г. е директор на програма „Хоризонт“ на БНР, а през 1999 – 2001 г. е програмен директор на БНТ. Oт 2001 до 2011 г. е автор и водещ на предаването за анализи и полемика на bTV „Сеизмограф“, напуска го със скандални обвинения към медията за упражняване на цензура и манипулации под различна форма. От 2014 г. е водеща на предаването „Полиграф“ по телевизия България он Ер.